# Herpesvirales
Herpesvirales (лат., от греч. έρπουσα — ползучий) — порядок вирусов, представители которого имеют сходное строение, крупный линейный геном, представленный двуцепочечной ДНК, находится внутри икосаэдрического капсида (T=16) покрытого белковым тегументом и липидной оболочкой, в которой расположены мембранные белки.
Порядок Herpesvirales был предложен Международным комитетом по таксономии вирусов (ICTV) в 2008 году.

## Классификация
По данным ICTV, на май 2016 г. в порядок включают следующие семейства и подсемейства:
- Семейство Alloherpesviridae
- Семейство Herpesviridae — Герпесвирусы
  - Подсемейство Alphaherpesvirinae — Альфагерпесвирусы
  - Подсемейство Betaherpesvirinae — Бетагерпесвирусы
  - Подсемейство Gammaherpesvirinae — Гаммагерпесвирусы
- Семейство  Malacoherpesviridae

Базальной группой порядка является семейство Alloherpesviridae.